# Iguman Mojsije (Zečević)
Mojsije Zečević (Vinicka, 1780 — 1850) bio je svetovni i duhovni vladar plemena Vasojevića s kraja osamnaestog i početkom devetnaestog vijeka.

## Biografija
Mojsije je bio svetovni i duhovni vladar plemena Vasojevića s kraja 18. i početkom 19. vijeka. Uz Petra  i Petra  Petrovića Njegoša bio je jedna od najznačajnijih ličnosti Crne Gore. Zajedno sa Petrom I Petrovićem radio je na oslobođenju crnogorskih plemena, vraćanju islamiziranih Srba u pravoslavnu vjeru. Njega je Petar Prvi imenovao da ga zamjenjuje u „stolici“ dok dođe mladi Rade Tomov na prijesto. A kada je došao, Mojsije je „odlučno stao uz mladog Njegoša kome su osporavali pravo na prijesto“. Uspostavio je vezu između Crne Gore i Srbije i pomagao Karađorđev ustanak. Obavljao je značajne državničke i svetovne dužnosti u vrijeme Petra II Petrovića. Učinio je mnogo na ujedinjenju Vasojevića i drugih brdskih plemena u jednu državu Crnu Goru. Njegovo djelo nastavio je Vojvoda Miljan Vukov Vešović
Mojsije Zečević je obnovitelj „Vasojevićkog zakona u dvanaest točaka“. Pisao je molitve i epske pjesme koje su zabilježili njegovi savremenici, a među njima i Sima Milutinović Sarajlija. Preko pedesetak njegovih epskih pjesama objavljeno je u raznim listovima i antologijama.
Sahranjen je ispred manastira Đurđevi Stupovi gdje je i stolovao.

## Spoljašnji izvori
- Iguman Mojsije Zečević[мртва веза], pristupljeno 29. maja 2011. godine
- Mitropolija Crnogorsko-primorska: Život igumana Mojsija Zečevića[мртва веза], pristupljeno 29. maja 2011. godine